# Maestro di Vignola
Pour les articles homonymes, voir Vignola (homonymie).
Le Maestro di Vignola est un peintre italien anonyme actif dans les premières décennies du Quattrocento à Vignola et probablement originaire de la région de Modène en Émilie-Romagne.

## Biographie
Le Maestro di Vignola a été un peintre du gothique international, un maître anonyme, actif vers 1425. À partir d'un profil stylistique, certaines œuvres restées anonymes lui ont été attribuées.
L'épithète « di Vignola » provient du fait que l'attribution se fait à partir des fresques de la chapelle du château de Vignola.
La chapelle est décorée à fresque dans sa partie supérieure et sur les quatre parois  avec des scènes de vie du Christ.
Le style constitue une interprétation émilienne du style gothique international. Les couleurs typiques des meilleurs peintres toscans comme Lorenzo Monaco se mélangent avec une perspective assez approximative mais extrêmement efficace.

## Œuvres
Résurrection du Christ et descente au tombeau, Descente du Saint-Esprit, Ascension, Assomption de la Vierge, Pentecôte et Les Evangélistes, v. 1425, fresques, chapelle du château de Vignola.